# 황실용 객차

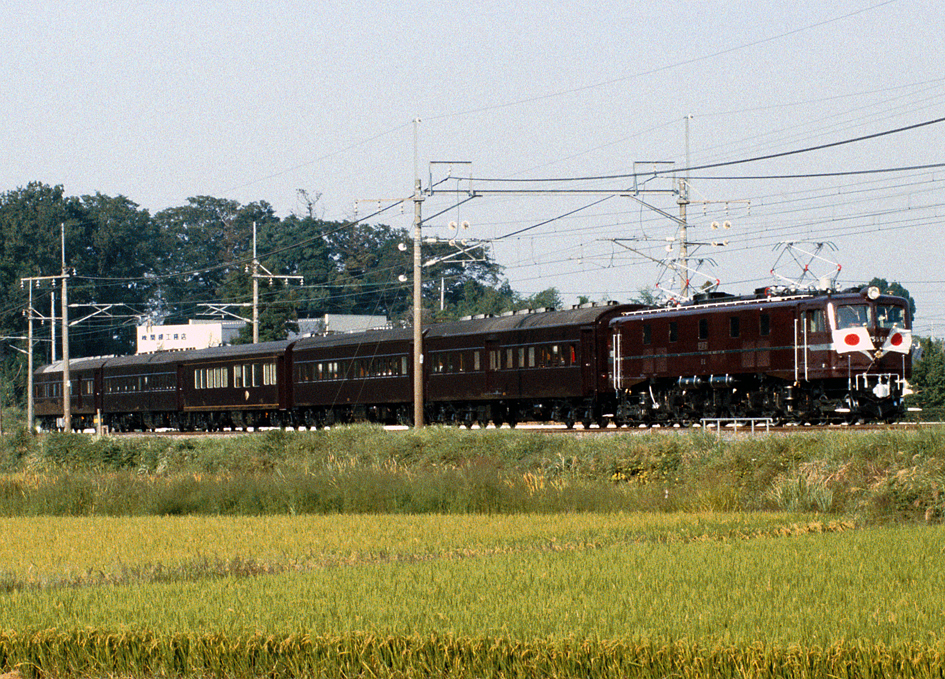

황실용 객차(일본어: 皇室用客車 고시쓰요캬쿠샤[*])는 일본의 황족이 기차 여행을 할 때 사용되는 황실 전용 철도 차량이다.

## 같이 보기
- 경복호
- 브리티시 로얄 트레인